# Ernst Ackermann (Geologe)
Ernst Hermann Ackermann (* 14. August 1906 in Berlin; † 30. Dezember 2003 in Göttingen) war ein deutscher Geologe.

## Leben
Ackermann studierte an den Universitäten Leipzig und Göttingen. 1930 promovierte er in Leipzig bei Carl Walter Kockel über die Kreide im Preslav-Antiklinorium in Ost-Bulgarien. Nach seiner Promotion war er bis 1933 als Prospektor bei der Anglo-American South Africa Co. und der British South Africa Co. in Ost- und Südafrika tätig. Nach 1933 arbeitete er als Assistent und Dozent an der Leipziger Universität, speziell am Geologisch-Paläontologischen Institut, wo er ein Jahr später das  Erste Staatsexamen an der Preußischen Geologischen Landesanstalt zu Berlin ablegte.
Von 1940 bis zum Ende des Zweiten Weltkrieges war Ackermann als Chefgeologe und leitender Ingenieurgeologe der Organisation Todt in Norwegen tätig. Während seiner Tätigkeit beschrieb der die Thixotropie und ihre Anwendung in der Ingenieurgeologie. Im 1947 wurde er Dozent und 1953 außerplanmäßiger Professor am Geologisch-Paläontologischen Institut der Universität Göttingen. Später lehrte er noch an der Forstlichen Fakultät in Hannoversch Münden. Er lebte in Bovenden.
Ernst Ackermann war Mitglied im Wissenschaftlichen Beirat der „Deutschen Afrika-Gesellschaft“,  Deutschen Geologischen Gesellschaft sowie  Mitglied in der Geologischen Vereinigung, in der er von 1948 bis 1957 Schriftführer war.
Ackermann war maßgeblich an der Entdeckung des Irumiden-Orogens und der Erforschung anderer präkambrischer Faltengebirge in Afrika beteiligt und war maßgeblich an der Herausgabe des Afrika-Kartenwerk der Deutschen Forschungsgemeinschaft beteiligt.

## Ausgewählte Werke
- Zur Stratigraphie und Struktur des Irumiden-Orogens, Zentral-Afrika, Zeitsch. Deutsch. Geol. Gesell., Band 112, Berlin 1960,  S. 568–592
- zusammen mit Hans Murawski, Reinhard Förster: Afrika-Kartenwerk: Geologie. Blatt 3. Deutsche Forschungsgemeinschaft (Hrsg.) Borntraeger, Stuttgart

| Personendaten    | Personendaten            |
| ---------------- | ------------------------ |
| NAME             | Ackermann, Ernst         |
| ALTERNATIVNAMEN  | Ackermann, Ernst Hermann |
| KURZBESCHREIBUNG | deutscher Geologe        |
| GEBURTSDATUM     | 14. August 1906          |
| GEBURTSORT       | Berlin                   |
| STERBEDATUM      | 30. Dezember 2003        |
| STERBEORT        | Göttingen                |